# En fantastisk kvinna
En fantastisk kvinna (spanska: Una mujer fantástica) är en chilensk dramafilm från 2017 regisserad av Sebastián Lelio. Den valdes ut att tävla om Guldbjörnen vid den 67:e upplagan av filmfestivalen i Berlin. Den valdes ut till att bli det chilenska bidraget till bästa icke-engelskspråkiga film vid Oscarsgalan 2018 där den blev första film någonsin från Chile att vinna priset.

## Handling
Marina och Orlando är kära och planerar inför för framtiden. Marina är en ung servitris och en aspirerande sångerska. Orlando är 30 år äldre än henne, och äger ett tryckeri. Efter att en kväll ha firat Marinas födelsedag blir Orlando akut sjuk. Marina för honom till akuten, men Orlando avlider strax efteråt på sjukhuset. Men istället för att kunna inleda en sorgeperiod får Marina andra problem. Läkarna och Orlandos familj litar inte på henne. En detektiv utreder Marina för att se huruvida hon varit involverad i hans död. Orlandos exfru förbjuder henne från att närvara vid begravningen. Och för att göra allt värre, hotar Orlandos son med att sparka ut Marina från lägenheten som hon delat med Orlando. Marina är en transkvinna och för merparten av Orlandos familj är hennes könsidentitet en aberration, en perversion. Marina kämpar för rätten att vara sig själv. Hon utmanar exakt samma krafter som i hela hennes liv stridit mot vad hon är idag – en komplex, stark, rättfram och fantastisk kvinna.